# Incidentul de la podul Marco Polo
Incidentul de la podul Marco Polo, cunoscut și ca Incidentul de la podul Lugou (chineză simplificată: 卢沟桥事变; chineză tradițională: 盧溝橋事變; pinyin: Lúgōuqiáo Shìbiàn) sau Incidentul Doblu-Șapte (七七事变; 七七事變; Qīqī Shìbiàn), a fost o bătălie în iulie 1937 între Armata Națională Revoluționară⁠(en)[traduceți] Chineză și Armata Imperială Japoneză. 
De la Invazia japoneză a Manciuriei în 1931, au avut loc multe incidente mici de-a lungul liniei de cale ferată care leagă Beijingul de portul Tianjin, dar toate s-au alinat. Cu această ocazie, un soldat japonez a lipsit temporar din unitatea sa de vizavi de Wanping, iar comandantul japonez a cerut dreptul de a percheziționa orașul după el. Când acest lucru a fost refuzat, alte unități de ambele părți au fost puse în alertă și, odată cu creșterea tensiunii, armata chineză a tras asupra armatei japoneze, ceea ce a escaladat și mai mult situația, chiar dacă soldatul japonez dispărut se întorsese între timp la unitatea sa. Incidentul de la Podul Marco Polo este considerat în general începutul celui de-al doilea război sino-japonez.

## Antecedentele incidentului

Harta Manciuriei

Tensiunile dintre Imperiul Japoniei și Republica Chineză s-au accentuat de la invazia japoneză a Manciuriei în 1931 și de la crearea ulterioară a unui stat marionetă, Manchukuo, sub conducerea lui Puyi, împăratul dinastiei Qing detronat. După invazie, forțele japoneze și-au extins controlul în nordul Chinei, căutând să obțină materii prime și capacitate industrială. 
Îngrijorarea cu privire la o posibilă confruntare cu URSS și oportunitatea consolidării puterii sale în Manchukuo într-un astfel de caz a făcut însă ca Japonia să prefere să nu se confrunte direct cu naționaliștii chinezi, ci să încerce să-și extindă puterea în regiune prin politică și economie, decât prin ciocniri militare. Planurile Tokio de a strânge legăturile economice dintre Imperiul japonez, China de Nord, Coreea și Manchukuo au exacerbat tensiunea în vara anului 1937. 
Guvernul Kuomintang (KMT) al Chinei a refuzat să recunoască Manciukuo, dar a fost de acord cu Armistițiul Tanggu încheiat cu Japonia în 1933. Ulterior, au avut loc diverse „incidente” sau ciocniri armate de natură limitată, urmate de revenirea la pace încărcată de resentimente. Semnificația incidentului de la podului Marco Polo este că în urma acestuia, tensiunile nu s-au mai domolit; în schimb, a avut loc o escaladare, cu forțe mai mari angajate de ambele părți și luptele s-au răspândit în alte părți ale Chinei. În retrospectivă, acest mic incident poate fi, prin urmare, privit ca fiind punctul de plecare al unui conflict major.
În condițiile Protocolului Boxer din 7 septembrie 1901, China acordase celor 8 națiuni cu concesiuni, dreptul de a staționa cu militari în zona de concesiune ca supraveghetori și în douăsprezece puncte specifice de-a lungul căilor ferate care leagă Beijingul de portul Tianjin, pentru a se asigura ca transporturile și comunicațiile să fie netulburate între capitală și port. Printr-un acord suplimentar din 15 iulie 1902, acestor forțe li s-a permis ca aceste unități militare să efectueze manevre militare, fără a informa autoritățile altor națiuni din China.
Japonezii cantonau iulie 1937 aproximativ 7.000 militari, numărul lor crescând până la 15.000 militari, mai ales de-a lungul căilor ferate, care era un număr de trei ori mai mare decât numărul de militari care era permis de Protocolul Boxer.  Până atunci, armata imperială japoneză înconjurase deja Beijingul și Tianjin. 
Referindu-se la Protocolul Boxer, japonezii aveau garnizoană în fâșia dintre Beijing și Tianjin, în această fâșie aparținând și podul Marco Polo. Începând din iunie, japonezii efectuau în fiecare zi manevre de noapte, chinezii au cerut ca să fie anunțați în prealabil despre aceste manevre, ca populația să nu fie speriată de aceste manevre. Deși japonezii au fost de acord să se conformeze cererii, pentru manevrele militare din 7 iulie 1937, ei nu i-au înștiințat pe chinezi.
Seara la ora 10 în ziua de 7 iulie 1937, o companie japoneză efectua exerciții militare de noapte la nord de pod, când militarii din garnizoana din orașul Wanping au crezut, că militarii care se apropiau sunt atacatori și a deschis focul la ora aproximativ 23:00 asupra japonezilor care se apropiau.
Deși un număr semnificativ de istorici în trecut, în special în China, au susținut că acesta a fost un incident regizat, precum Mukden, majoritatea istoricilor consideră acum că schimbul de focuri a fost o eroare.
După scurtul schimb de focuri soldatul Shimura Kikujiro a dispărut, maiorul Iciki Kijonano a raportat dispariția superiorului său, colonelului Mutaguci Renja. Colonelul crezând că soldatul a fost luat prizonier de chinezi, i-a telefonat colonelului Ji Xingwen, Comandantul Regimentului 219, Divizia 37 chinez, care a negat că soldatul ar fi prizonierul lor, după care colonelul Mutaguci Renja a cerut permisiunea de a intra în Wanping, oraș de tip fort, înconjurat cu ziduri de protecție, aflat la 16,4 km sud-vest de Beijing, pentru a-l căuta pe soldatul japonez dispărut.  
Seara în jurul orei 11:40 a fost contactat generalul Qin Dechun, comandantul armatei 29, cerând același lucru de la el ca de la colonelul Mutaguci Renja, dar acesta a refuzat categoric, invocând faptul că prin exercițiile militare japonezii au încălcat protocolul, astfel că dispariția soldatului japonez nu este responsabilitatea autorităților chineze. A propus însă că soldații garnizoanei vor încerca să caute soldatul, ceea ce nu le-a plăcut japonezilor.

## Incidentul

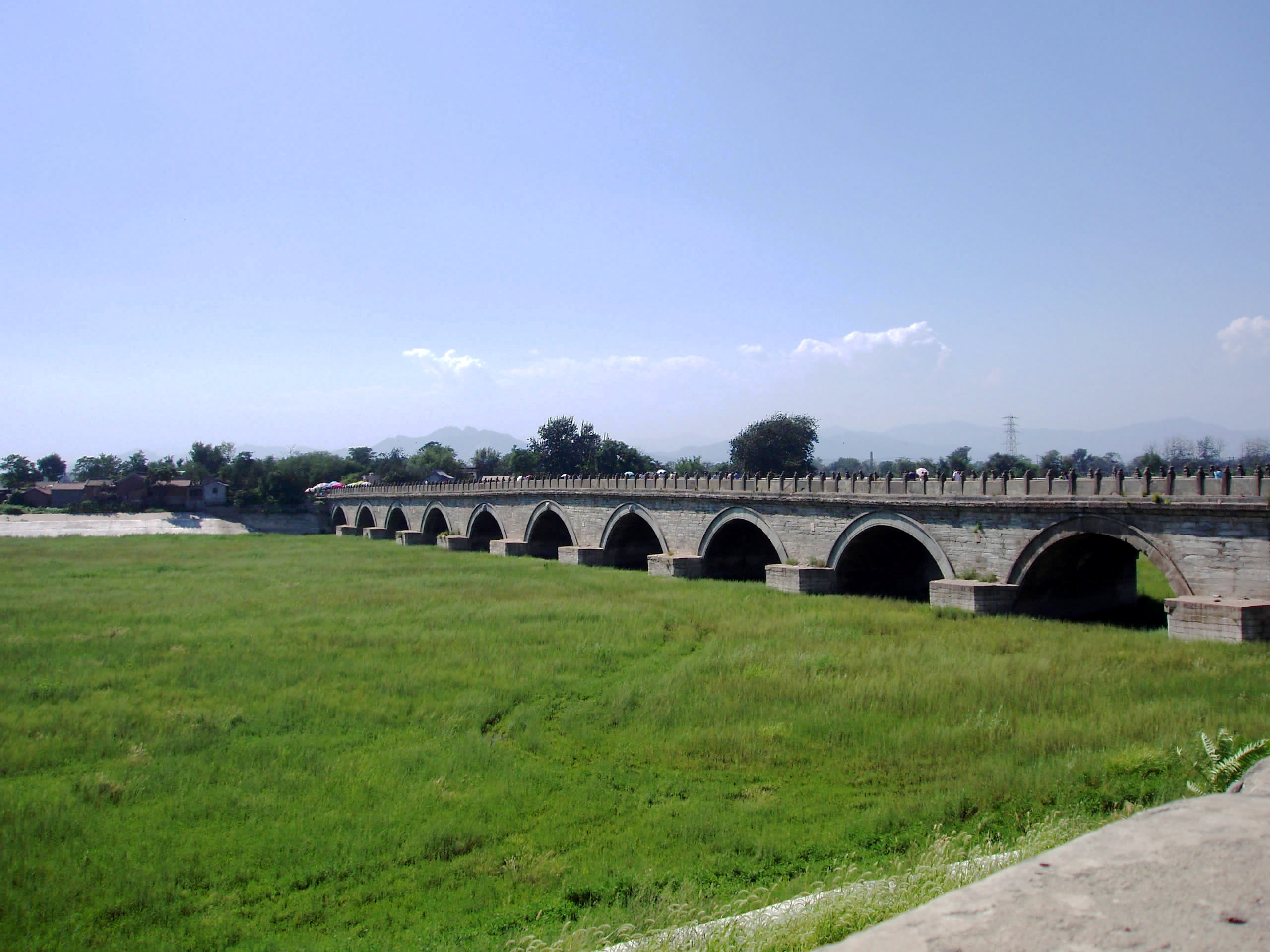
Podul Marco Polo la periferia Beijingului. În vecinătatea acesteia s-au efectuat manevrele de noapte japoneze care au declanșat incidentul.

Peste două ore generalul Qin a primit un alt telefon, în care comandantul japonez îi spunea că, dacă nu lasă ca oamenii să intre în oraș, va asedia orașul. Generalul Qin l-a sunat imediat generalul Feng Zhian, comandantul Diviziei 37 ordonându-i să-și pună trupele în cel mai înalt grad de alertă.
A doua zi la ora 3:30 au primit un raport, că o brigadă japoneză se apropie de oraș cu șase tunuri (după alte surse patru) și o companie cu mitraliere. La ora 4ː50 generalul chinez a permis ca doi ofițeri japonezi să intre în oraș pentru căutarea soldatului dispărut, cu toate acestea însă, la ora 5 japonezii au deschis focul asupra pozițiilor chineze.
Orașul a fost înconjurat de la est, sud-est și sud-vest, în timp ce infanteria lor sprijinită de blindate a atacat Podul Marco Polo și podul feroviar la sud-est de oraș. Aproximativ două plutoane de soldați chinezi au murit apărând capul de est al podului.

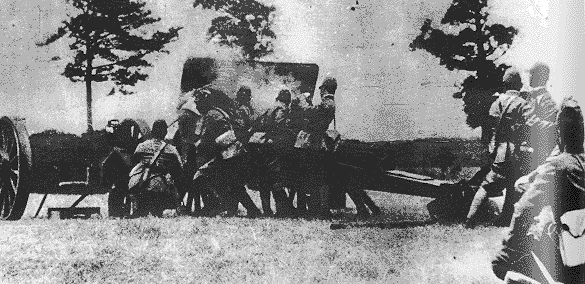
Militari japonezi trăgând în Fortăreața Vanping, 1937

Schimbul de focuri a continuat sporadic până după-amiaza târziu, când comandantul regimentului japonez a trimis un ultimatum comandantului chinez cerând retragerea forțelor chineze din spatele râului Jingo și eliberarea trimișilor japonezi din oraș. În caz contrar amenința cu ordonarea atacării cu artilerie a orașului. La ora șase seara, tunurile japoneze au deschis focul asupra biroului comisarului orașului, care a fost evacuat cu doar câteva minute înainte de atac. Aceasta a fost urmată de o luptă de trei ore în care japonezii au ocupat podul. Din această cauză colonelul Xi Xing a ordonat un atac la miezul nopții pentru a recupera podul. 150 de soldați chinezi înarmați cu săbii, pistoale și grenade au lansat un atac în care toți japonezii de pe pod au fost uciși. Astfel, la ora șase dimineața zilei de 9, podul era din nou în mâinile chinezilor.
În zorii zilei de 9 iulie 1937 soldatul Shimura s-a întors la unitatea sa (a susținut că suferea de dureri de stomac, a trebuit să se ușureze imediat în întuneric și s-a pierdut), și apoi contrainformațiile militare japoneze au convenit verbal cu generalul Qin asupra încetării focului în baza căreia administrarea orașul va fi preluată de poliție de la Regimentul 219 chinez, ambele părți retrăgându-se și punând capăt ostilităților. Cu toate acestea, generalul-maior Kavabe Masakazu a nesocotit acordul verbal, așa că orașul a fost atacat cu tunuri timp de trei ore, iar poliția chineză care mergea la Vanping a fost atacată. Dacă ambele părți ar fi respectat acordul de încetare a focului la acel moment, cazul cel mai probabil nu ar fi avut un impact mai mare decât incidentele similare.

## Consecințe

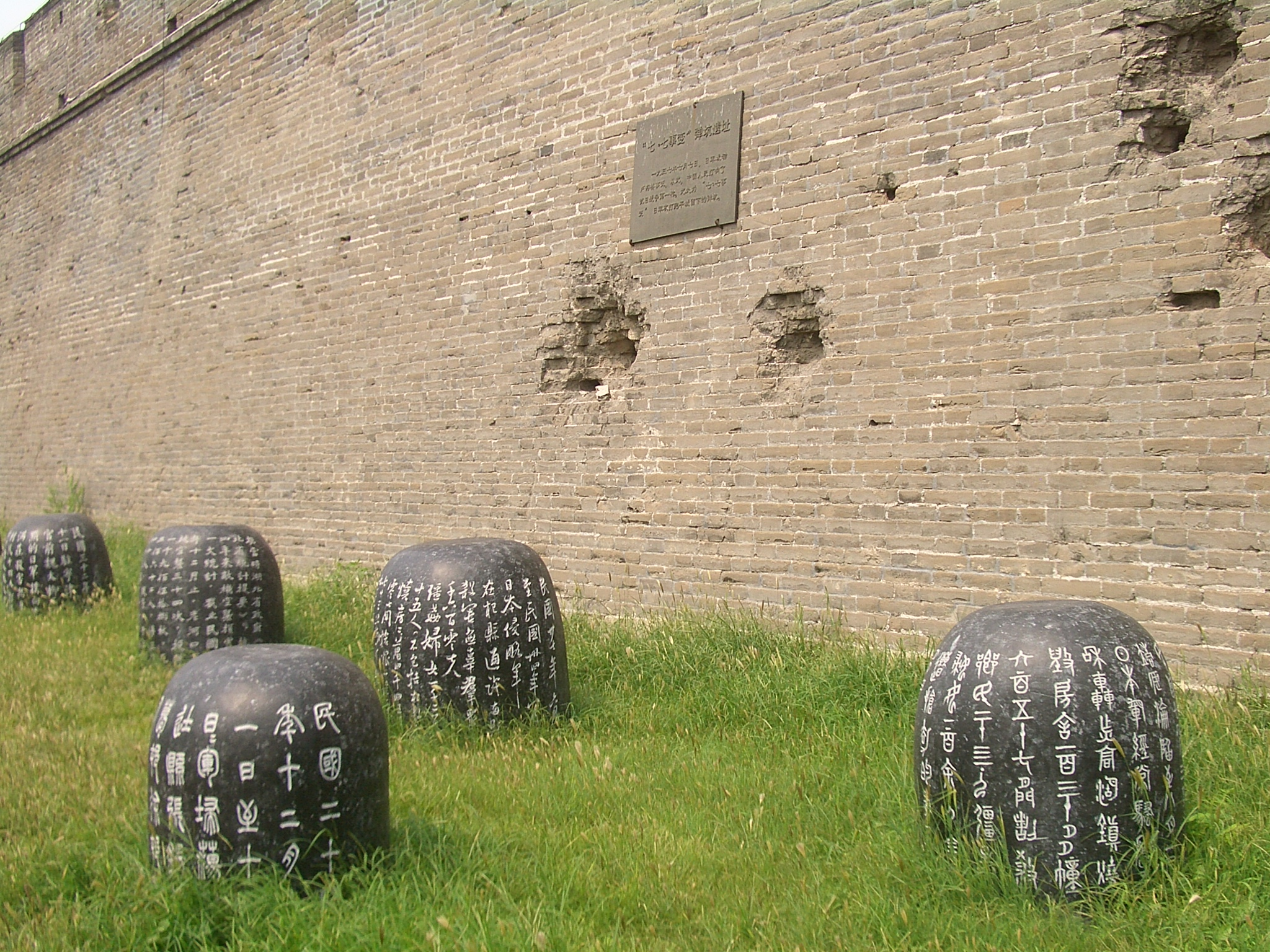
Urme de obuze pe zidurile orașului Wanping, marcată cu o placă comemorativă. Sub placă pe pietre este scrisă pe scurt războiul care a urmat după acest incident.

O comisie de anchetă din partea Ligii Națiunilor a făcut o anchetă, prezentată în Raportul Lytton asupra evenimentelor, ceea ce a dus la retragerea Japoniei din Ligă.
Expansiunea japoneză în nordul Chinei și creșterea naționalismului chinez au dus la faptul că conflictul militar să fie greu de evitat.
Vestea incidentului a ajuns la Tokyo pe data de 8, ceea ce l-a determinat pe premierul japonez Konoe Fumimaro să convoace o ședință de guvern a doua zi pentru a preveni escaladarea conflictului. În ciuda acestui fapt, Statul Major General a decis să întărească forțele nord-chineze cu două brigăzi ale Armatei Kvantung, o divizie a Armatei Coreene și alte trei divizii din Japonia. Planul a fost aprobat de cabinet a doua zi, dar ca urmare a acordului, mobilizarea a fost oprită în acea zi. Până pe data de 12, erau deja aproximativ 20.000 de soldați japonezi și 100 de avioane militare în zonă. Cu toate acestea, conducerea armatei nu a vrut să renunțe la capturarea Chinei de Nord, așa că pregătirile pentru mobilizare și transferarea unităților Armatei Kvantung au continuat pe 17 și 18.
Situația a fost agravată de moartea în urma unui atac de cord la 12 iulie a general-locotenent Tasiro Kaniciro, comandantul forțelor japoneze staționate în zonă, iar succesorul său, un militar mai războinic Kacuki Kijosi, pe data de 14 iulie. a reordonat lovirea cu tunuri a orașului Vanping. 

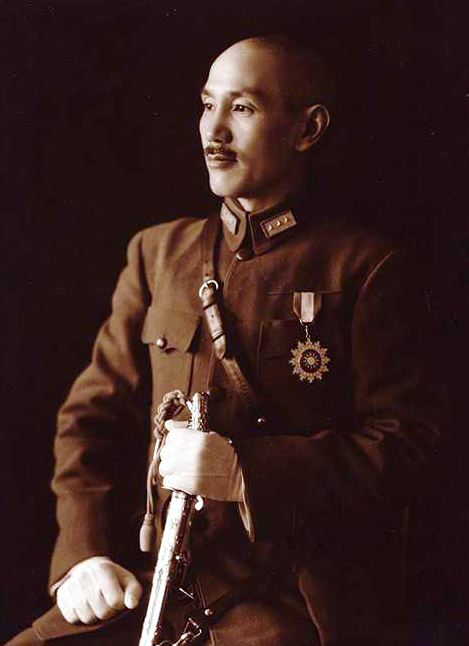
Generalul Chiang Kai-shek Comandant în China în perioada 1942-1945

Generalisimul chinez Chiang Kai-shek a ținut un discurs istoric pe 17 iulie, când a atras atenția, că armata japoneză este hotărâtă să conducă o ofensivă pe scară largă în nordul Chinei. În discursul său, Chiang Kai-shek a spus că se vor opune agresiunii japoneze și se vor lupta până la ultimul om dacă va fi necesar, sacrificând totul. Deși ambele părți încă încercau să găsească o soluție pașnică, aceasta părea din ce în ce mai puțin viabilă pe măsură ce evenimentele progresau în sensul declanșării războiului. Pe 29 iulie, guvernul japonez a aprobat din nou întărirea armatei nord-chineze, iar pe 25 iulie au început lupta pentru Beijing și Tianjin. Ostilitățile s-au extins la Shanghai pe 13 august, marcând începutul celui de-al doilea război chino-japonez de opt ani și s-a soldat cu peste douăzeci de milioane de vieți.

## Controverse
Există o dezbatere asupra faptului dacă incidentul ar fi putut fi planificat ca incidentul anterior din Mukden, care a servit drept pretext pentru invazia japoneză din Manciuria.
Potrivit lui Jim Huffman, profesor de istorie la Universitatea Wittenberg, această noțiune a fost „respinsă pe scară largă” de către istorici, deoarece japonezii ar fi fost probabil mai îngrijorați de amenințarea reprezentată de sovietici. Istoricul japonez conservator controversat Ikuhiko Hata a sugerat că incidentul ar fi putut fi cauzat de Partidul Comunist Chinez, în speranța că incidentul va duce la un război de uzură între armata japoneză și Kuomintang. Totuși și el consideră, că varianta sa este mai puțin probabilă, decât ipoteza „împușcăturii accidentale”, deoarece prima împușcătură a fost trasă de un soldat chinez de rang inferior într-un „moment de frică din cauza surprizei”.